# Яковлев, Андрей Иванович
Андре́й Ива́нович Я́ковлев (укр. Андрій Іванович Яковлів; 29 ноября (11 декабря) 1872, Чигирин Киевской губернии (теперь Черкасской области Украины) — 14 мая 1955, Нью-Йорк, США) — украинский общественно-политический и государственный деятель, историк права, педагог, профессор (1928), дипломат. Глава правительства Украинской Народной Республики в изгнании (1944—1945).

## Биография

### Ранние годы. Деятельность до революции
Сын мелкого чиновника. В 1886 г. окончил уездное училище в Чигирине и продолжил образование в Киевской духовной семинарии, которую окончил с отличием в 1894 г.
В 1894—1898 гг. работал учителем в городской школе в Черкассах.
Учился в 1898—1902 гг. на юридическом факультете Дерптского университета, тема дипломной работы — «Черкасский уезд в XV—XVII вв.». Государственные экзамены сдал в 1904 г. в Киевском университете, получив диплом с отличием.
С 1905 г. работал в Киевской казенной палате, а с 1908 — адвокатом. Был членом редколлегии газеты «Рада», киевского отделения общества «Просвита». Близко сотрудничал с Дмитрием Дорошенко.
С 1910 г. был помощником юрисконсульта, затем — юрисконсультом Киевской городской управы. Одновременно в 1911—1918 гг. преподавал основы права и законоведения в Киевской 1-й коммерческой школе. Много публиковался по общественной и исторической тематике, участвовал в археологических раскопках, исследовал архивы Варшавы и Киева.

### Деятельность после революции
После Февральской революции — член Центральной рады Украинской Народной Республики, а с марта 1918 — директор её канцелярии. Параллельно читал курс по государственному бюджету в Народном университете Киева.
В апреле-июле 1918 г. — чрезвычайный посол Украинской державы в Австро-Венгрии, в августе 1918-январе 1919 гг. — директор Департамента иностранных сношений МИД Украинской державы (УНР). Оба раза представление на должность для Яковлева делал Дорошенко.
С приходом к власти Директории УНР в январе 1919 г. назначен главой дипломатической миссии УНР в Голландии и Бельгии. После ликвидации миссии в 1923 году в статусе политического эмигранта поселился в Праге (Чехословакия).
В том же году защитил диссертацию в Украинском свободном университете и стал работать на факультете права и общественных наук. Преподавал историю украинского права, гражданский процесс и право, морское и речное право, государственное право, историю судового устройства и судопроизводства на Украине. Занимал должности доцента, профессора и заведующего кафедрой (с 1935).
В 1924—1926 гг. секретарь, в 1926—1930 гг. — референт Университета по экономическим вопросам. Дважды в 1930 и 1944 гг. избирался ректором Украинского свободного университета. Одновременно был профессором Украинской хозяйственной академии в Подебрадах, а в 1939 — директором Украинского научного института в Варшаве.
Сыграл заметную роль в деятельности Государственного центра Украинской Народной Республики в изгнании, занимал в нём некоторое время пост министра юстиции, а в 1944—1945 гг. исполнял обязанности председателя правительства УНР в изгнании.
После Второй мировой войны жил в Бельгии, а с 1952 года в США.
Умер в Нью-Йорке. Похоронен на украинском православном кладбище в Саут-Баунд-Брук.

## Общественная деятельность
Был организатором Общества украинских адвокатов в Киеве (1917) и одним из основателей украинского юридического общества. В эмиграции входил в состав Украинского академического комитета, Украинского общества Лиги Наций, Украинского историко-археологического общества, Украинского юридического общества в Чехословакии, Украинской научной ассоциации в Праге и некоторых др. обществ и объединений.

## Научная деятельность
Как ученый А. Яковлев заявил о себе ещё в дореволюционное время монографией «Відрубна межа Московської держави» (1916) и несколькими фундаментальными научными публикациями, подготовленными на основе архивных материалов Киевской городской управы и Киевского магистрата.
Наиболее плодотворная творческая деятельность Яковлева развернулась в годы эмиграции. Вместе с Р. Лащенко и Н. Д. Чубатым он стал зачинателем украинской историко-правовой науки в диаспоре, опубликовал ряд работ по гражданскому праву и процессу, публицистических статей и др.
К научным приоритетам автора принадлежало исследование договорно-правовых взаимоотношений между Украиной и Россией после 1654 года. В работах «До 1654» (1927), «Статті Богдана Хмельницького в редакції 1659» (1928), «Московські проекти договірних пунктів з гетьманом Іваном Виговським» (1933) и особенно в фундаментальной монографии «Українсько-московські договори в XVII—XVIII віках» (1934) дан анализ условий перехода Украины «под руку» русского царя, государственно-правовой статус Украины после 1654 года.
Важное место в творчестве А. Яковлева занимало изучение иностранного влияния на украинское право. Этой проблеме посвящены монографии: «Впливи старочеського права на право українське литовської доби XV—XVI ст.» (1929), «Німецьке право в працях українських правників XVIII ст.», «Німецьке право та його вплив на українське право з XVI по XIX століття» (обе — 1942). Другие научные работы А. Яковлива: «Теорія доказів у цивільному процесі» (1923), «Паризька трагедія» (1930), «Українське звичаєве процесуальне право», «Про копні суди на Україні» (обе — 1931), «До історії кодифікації українського права XVIII в.», «Основи Конституції УНР», «Історичні традиції української державності» (все три — 1937), «Український кодекс 1743 року „Права, по которым судится малороссийский народ“. Його історія, джерела та систематичний виклад змісту» (1949), «Цивільне право», «Цивільний процес», «Торгівельне право».
Свидетельством научного авторитета А. Яковлева стало избрание его в Украинское научное общество в Киеве (1907), Научное общество имени Тараса Шевченко во Львове (1926), Украинскую Могилянско-Мазепинскую академию наук (1938) и Украинскую вольную академию наук.